# فرانك إس. بيترسن
فرانك إس. بيترسن (بالإنجليزية: Frank S. Petersen) هو قاضي ومحامي وسياسي أمريكي، ولد في 20 يونيو 1922، وتوفي في 23 مايو 2011. انتخب عضو مجلس ولاية كاليفورنيا.